# Мечеть аль-Хамис
Мечеть аль-Хамис (араб. مسجد الخميس‎) считается старейшей мечетью Бахрейна, построенной в правление халифа династии Омейядов Умара II. По словам журналиста бахрейнской газеты Аль-Васат Кассима Хуссейна, альтернативным мнением, когда была построена мечеть, является, что она была возведена в конце правления династии Уйюнидов и с одним минаретом (второй минарет был пристроен уже два века спустя в правление Усфуридов).
Датой основания мечети считается 692 год, однако надпись, найденная внутри мечети, сообщает о её строительстве в течение XI века. Она перестраивалась дважды, в XIV и XV веках, когда были возведены минареты. Недавно мечеть была частично реконструирована.

## Структура
В настоящее время мечеть имеет две части:
- Молельный зал раннего периода с плоской крышей, поддерживаемой деревянными колоннами XIV века;
- Помещение с плоской крышей, поддерживаемой большими колоннами каменной кладки, датированными 1339 годом[3].

Распространение ислама в Бахрейне началось в VII веке, после обращения в ислам правителя Катара и Бахрейна Мунзира ибн Савы аль-Тамими, когда Мухаммед отправил своего посланника, Аль-Алу аль-Хадрами, проповедовать новую религию в восточной Аравии.

## Михраб
В мечети аль-Хамис роль михраба выполняла известняковая плита. Она была обнаружена в ходе реставрационных работ и относится примерно к XII веку. На ней были нанесены стихи 34-35 XXI суры Корана.